# Albert Ayat
Pour les articles homonymes, voir Ayat.
Albert Jean Louis Ayat, né le 7 mars 1875 dans le 5e arrondissement de Paris et mort le 2 décembre 1935 à Courbevoie, est un escrimeur français de la fin du XIXe siècle et du début du XXe. Il est le frère de Félix Albert Louis Ayat et le cousin de Gilbert Bougnol.

## Carrière
Albert Ayat est champion olympique lors des Jeux olympiques de 1900 à Paris en épée et en épée amateur. 
A l'occasion de l'Exposition Universelle de 1900, a lieu un tournoi international qui peut être considéré comme un championnat du monde : Albert remporte le concours et peut être considéré comme porteur de ce titre.

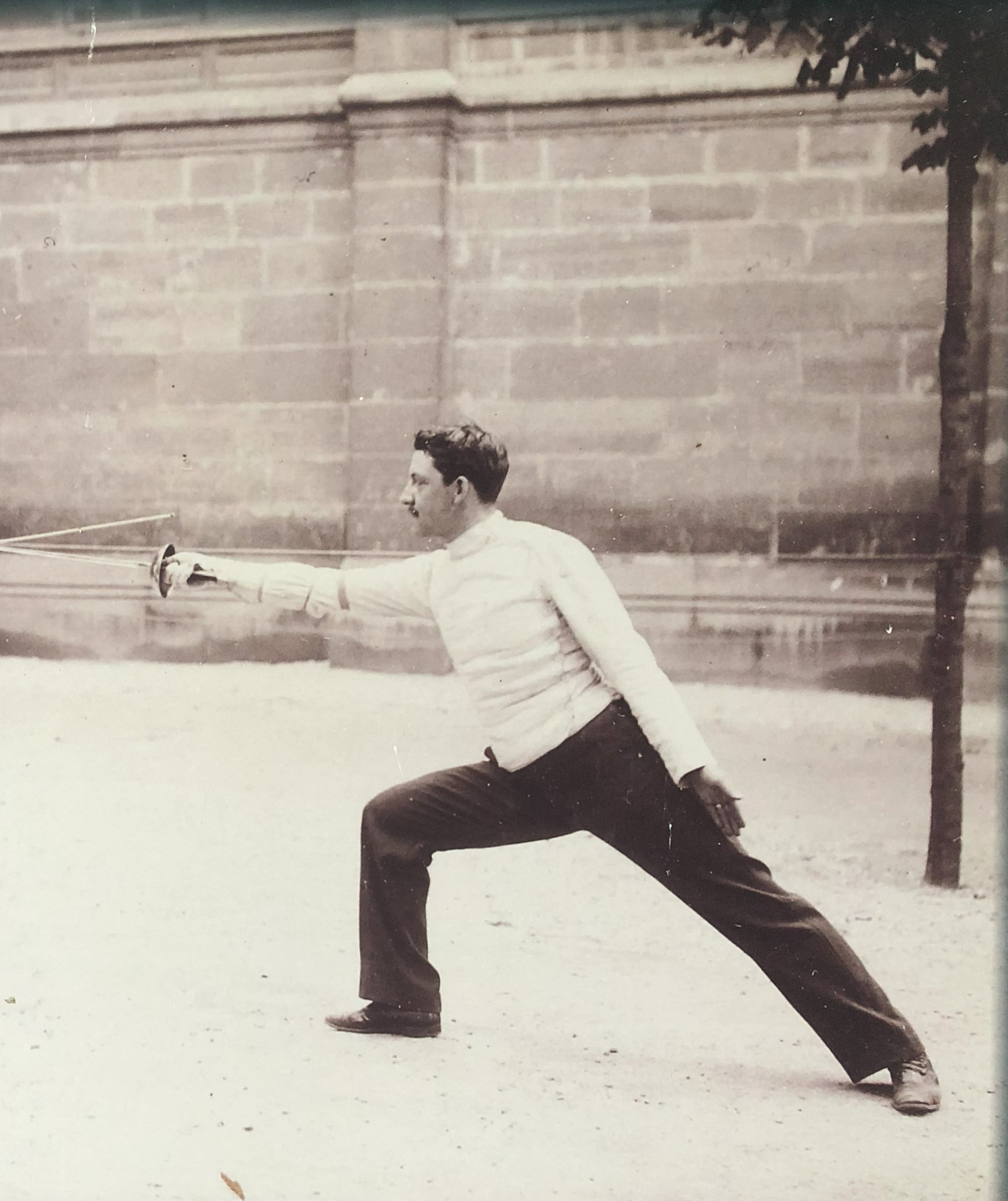
Albert Ayat, double champion olympique à l'épée en 1900.

En 1913, il est nommé pour 3 ans Secrétaire Général de l'Académie d'Epée de Paris.
Bien qu'âgé de près de 40 ans, en 1914, il est mobilisé. Blessé, il revient à l'arrière et est nommé instructeur dans un régiment russo-polonais.
En 1916, il est nommé au grade de Chevalier de l'Ordre de Saint-Stanislas (créé par Stanilas Poniatowski).

Le 16 octobre 1922, Il est nommé par arrêté ministériel, membre de la Commission appelée à donner son avis sur les questions concernant l'enseignement de l'escrime tant dans l'armée, que dans les sociétés de préparation au service militaire instituée par arrêté du 10 avril 1913.
Le 31 juillet 1925, il est nommé au grade de Chevalier de la Légion d'Honneur. Son frère Félix Ayat, escrimeur comme lui, recevra cette même distinction dix ans plus tard, en 1935.
Grand maître de l'escrime français, à l'instar de son père Jean Ayat, Albert Ayat, enseignant au cercle Hoche et d'Anjou dont il était devenu le directeur technique, meurt le 2 décembre 1935 d'une septicémie après de longues journées de souffrance dans une clinique de Courbevoie; il est inhumé au cimetière de Saint-Myon (Puy-de-Dôme).